# Villa Carlos Paz
Villa Carlos Paz, o semplicemente Carlos Paz, è una città dell'Argentina, sita nella Valle di Punilla, in provincia di Córdoba (dipartimento di Punilla).
La città prende il nome da Carlos Nicandro Paz, erede dell'estancia Santa Leocadia, che la fondò nel 1913 sul Lago San Roque. 

## Amministrazione

### Gemellaggi
- Peschiera del Garda